# Klopferstag
Der Klopferstag (oder auch Klopfertag) ist ein alter Brauch in Süddeutschland.
An diesem Tag ziehen Kinder zu Beginn der Adventszeit von Haus zu Haus, klopfen an der Tür und sagen ein kleines Gedicht oder einen Spruch auf. Sie fordern dann meist Süßigkeiten, Äpfel, Orangen und Ähnliches. Der Tag fällt häufig auf einen Donnerstag.
Der Ursprung des Klopferstages bezieht sich auf die im Advent abgehaltenen „Rorate“ (katholischen Morgenmessen). Diese Messe wurde schon um 6 Uhr morgens abgehalten und damit keiner verschlafen konnte, wurden die Menschen durch ein Klopfen an der Haustür geweckt. Als Dank gab es eine kleine Belohnung.

## Redewendungen
- „Klopfer Klopfer Hämerle, Beire gaut ins Kämerle, holat Äpfl und Bira ra das ma ka vergelts Gott sa.“ Zaiertshofen, bei Kettershausen
- „I klopf, i klopf an Lada na, daß Christ, der Herr, bald komma kann. Bira, Öpfl, Nuß: Dr Klopfer statt scho duß!“

oder: „I klopf, i klopf an Lada na, was i griag des nem i o, epfale, birale, nuss, d Klopfer standad duss.“
- Wir kommen und klopfen und sagen an, dass Christ der Herr bald kommen kann. ich bitt um eine milde Gab, die euch der Herr gegeben hat.   (Haupeltshofen, Landkreis Günzburg, Krumbach Schwaben)

- „Holla, Holla, klopfa raus, oder i schlag derr a Loch ins Haus!“
- „Holla Holla klopfarsdag. Schittlet äpfel und biara ra. Und an sack voll nussa; klopfar standat dussa.“ (Ruderatshofen)
- „Klopfer, Klopfer, Hämmerle; Baire gang ins Kämmerle; Äpfl, Bira, Nuss, D’Klopfer standat duss.“ (Reifertsweiler im Kammeltal)
- „I klopf, i klopf an Lada na, s Weib isch Herr und net dr Ma. Äpfla, Bira, Nuß: D Klopfer standat duß!“
- „Es kommet die Klopfr und saget eich a, dass Chrischtus dr Herr bald komme ka. Und wenn’r kommt, isch Heil im Haus. Holla, holla, Klopfr raus: Äpfele, Birele, Nuß; dr Klopfr stat scho duß!“ (aus Biberberg, Ortsteil von Pfaffenhofen an der Roth, Landkreis Neu-Ulm, Bayern)
- „Jetzt kommat d’ Glopfr und sagat a, dass Christus der Herr bald komma ka - und wenn er kommt isch Heil im Haus, hollat, hollat Glopfr raus.“ (aus Unterwiesenbach, Ortsteil von Wiesenbach (Schwaben), Landkreis Günzburg, Bayern)
- „Jetzt komm mer mit deam  Hemerle und glopfat an des Kemerle, Apfel, Nuss und Mandelkern essen alle Kinder gern.“ (aus Unterwiesenbach, Ortsteil von Wiesenbach (Schwaben), Landkreis Günzburg, Bayern)
- „3 Rosa am Stängele, Beire isch a Engele, drum soll se an uns denka und uns ebes schenka.“ (aus Unterwiesenbach, Ortsteil von Wiesenbach (Schwaben), Landkreis Günzburg, Bayern)
- „Klopfa, klopfa Hämmerle, ’s Brot des leit em Kämmerle, ’s Messer leit daneba, willsch mr’ ebbes geba?“ (aus Altheim (Alb), Landkreis Ulm)
- „O, klopfa Hämmerle, ’s Brot des leibt im Kämmerle, ’s Messer leibt danewe, sollst mo’ ewwes gewe! Äpfl raus, Bire raus, gemo in a ande’s Haus, ande’s Haus hat gschlosse hat uns aber sehr verdrosse! “ (aus Nesselbach (Langenburg), Landkreis Schwäbisch Hall)
- "Wir kommen zum Klopfen und sagen euch an, dass Christus der Herr bald kommen kann. Macht euch bereit, 's Christkind is nimmer weit." (aus Emmenhausen (Waal))
- "Wir klopfen an und sagen an, dass Jesus Christ bald kommen kann. Äpferle, Birale, Nuss - d' Klopfa standat duss!" (aus Hafenhofen (Haldenwang), Landkreis Günzburg, Bayern)
- "Klopfa, klopfa sag i a, dass Christus der Herr bald komma ka." (aus Huisheim, Landkreis Donau-Ries)